# Бутени
Буте́ни (бутиле́ни) С4Н8 — це ненасичені вуглеводні, алкени, олефіни. Вони безбарвні гази з різким неприємним запахом.

## Ізомерія
Існує 4 сполуки з такою хімічною формулою: 1-бутен (α-бутилен) СН2=СН-СН2-СН3; 2-бутен (β-бутилен, псевдобутилен) СН3-СН=СН-СН3 (у вигляді цис-і транс-ізомерів); ізобутен.
| Назва                           | Структурна формула | Скелетна формула | 3D-модель |
| 1-бутен (α-бутилен)             |                    |                  |           |
| цис-β-бутилен (цис-2-бутен)     |                    |                  |           |
| транс-β-бутилен (транс-2-бутен) |                    |                  |           |
| ізобутилен (2-метилпропен)      |                    |                  |           |

## Застосування
Бутени застосовують для виробництва алкіліту, рідкого палива, бутадієну, ізопрену, бутилкаучуку, поліізобутилену, полібутенов, метилетилкетону, антиоксидантів та ін.

## Небезпека використання
Бутени подразнюють слизові оболонки очей і дихальних шляхів; ГДК 0,15 мг/л. Горючі, вибухонебезпечні; температура спалаху від −80 до −73 °C.